# BK KVIS Pardubice
BK KVIS Pardubice (celým názvem: Basketbalový klub KVIS Pardubice) je český basketbalový klub, který sídlí v Pardubicích ve stejnojmenném kraji. Založen byl v roce 1956 pod názvem Rudá hvězda Pardubice a zpočátku tak patřil pod ministerstvo vnitra. Civilním týmem se stal teprve po pádu komunistického režimu. Od sezóny 1993 působí v české nejvyšší basketbalové soutěži, známé pod sponzorským názvem Kooperativa NBL. Tým dlouhodobě patří mezi přední celky ligy a jeho hráči a odchovanci reprezentují Českou republiku. V roce 1962 postoupil do první ligy. Jeho největším úspěchem je mistrovský titul z roku 1984, dvakrát vyhrál Český pohár (1994 a 2016). Klubové barvy jsou černá, červená a bílá.
Své domácí zápasy odehrává ve sportovní hale Dašická s kapacitou 1 400 diváků.

## Historické názvy
Zdroj:
- 1956 – Rudá hvězda Pardubice
- 1990 – SKP Pardubice (Sportovní klub policie Pardubice)
- 1993 – BHC SKP Pardubice
- 1997 – BK Pardubice (Basketbalový klub Pardubice)
- 1998 – Ostacolor BK Pardubice (Ostacolor – Basketbalový klub Pardubice)
- 2003 – BK Synthesia Pardubice (Basketbalový klub Synthesia Pardubice)
- 2010 – BK JIP Pardubice (Basketbalový klub JIP Pardubice)
- 2022 – BK KVIS Pardubice (Basketbalový klub KVIS Pardubice)

## Získané trofeje
- Československá basketbalová liga ( 1× )
  - 1983/84
- Český pohár v basketbalu ( 2× )
  - 1993/94, 2015/16

## Soupiska sezóny 2018/2019
Zdroj:
| Číslo | Stát  | Hráč               | Ročník | Výška  | Příchod z                             |
| 0     | USA   | Donovan Jackson    | 1996   | 188 cm | Iowa State Cyclones (USA, univerzita) |
| 3     | USA   | Richard Williams   | 1987   | 178 cm | PS Karlsruhe Lions (Německo)          |
| 5     | USA   | Dwayne Benjamin    | 1993   | 201 cm | KK Blokotehna (Makedonie)             |
| 7     | Česko | Radek Nečas        | 1980   | 206 cm | Orli Prostějov                        |
| 8     | Česko | Viktor Půlpán      | 1996   | 195 cm | BK JIP Pardubice – mládež             |
| 9     | Česko | Kamil Švrdlík      | 1986   | 205 cm | Orli Prostějov                        |
| 11    | Česko | David Škranc       | 1996   | 203 cm | BK JIP Pardubice – mládež             |
| 12    | Česko | Ondřej Kohout      | 1991   | 205 cm | Orli Prostějov                        |
| 13    | Česko | Josef Potoček      | 1996   | 196 cm | BK JIP Pardubice – mládež             |
| 19    | Česko | Lukáš Brožek       | 1998   | 180 cm | BK JIP Pardubice – mládež             |
| 22    | Česko | Jakub Čejka        | 2000   | 201 cm | BK JIP Pardubice – mládež             |
| 24    | Česko | Ondřej Výcha       | 1999   | 196 cm | TJ Thermia Karlovy Vary               |
| 34    | Česko | Michal Svojanovský | 2001   | 195 cm | BK JIP Pardubice – mládež             |
| 35    | Česko | Michal Svoboda     | 1999   | 190 cm | Sokol Písek Sršni                     |
| 42    | USA   | Evan McGaughey     | 1994   | 203 cm | USC Heidelberg (Německo)              |

## Soupiska sezóny 2020/2021
| Číslo | Stát      | Hráč               | Ročník | Výška  | Příchod z                 |
| 0     | Česko     | Tomáš Dvořák       | 2002   | 187 cm | BK JIP Pardubice – mládež |
| 1     | USA       | TJ Dunans          | 1992   | 196 cm | Monthey                   |
| 2     | USA       | Dominez Burnett    | 1992   | 197 cm | MZT Skopje (Makedonie)    |
| 3     | Česko     | Tomáš Tkadlec      | 1999   | 190 cm | TJ Chrudim                |
| 4     | Česko     | Tomáš Vyoral       | 1992   | 192 cm | ERA Nymburk               |
| 6     | Česko     | Prokop Slanina     | 1995   | 208 cm | Fordham (USA)             |
| 7     | Česko     | Vojtěch Kalný      | 2002   | 202 cm | BK JIP Pardubice – mládež |
| 9     | Česko     | Kamil Švrdlík      | 1986   | 205 cm | Orli Prostějov            |
| 10    | Slovensko | Jakub Merešš       | 1996   | 200 cm | Žilina (SVK)              |
| 11    | Česko     | David Škranc       | 1996   | 203 cm | BK JIP Pardubice – mládež |
| 13    | Česko     | Josef Potoček      | 1996   | 196 cm | BK JIP Pardubice – mládež |
| 14    | Česko     | Petr Heřman        | 1994   | 208 cm | Basket Brno               |
| 22    | Česko     | Jakub Čejka        | 2000   | 201 cm | BK JIP Pardubice – mládež |
| 24    | Česko     | Ondřej Výcha       | 1999   | 196 cm | TJ Thermia Karlovy Vary   |
| 34    | Česko     | Michal Svojanovský | 2001   | 195 cm | BK JIP Pardubice – mládež |
| 35    | Česko     | Michal Svoboda     | 1999   | 190 cm | Sokol Písek Sršni         |

## Umístění v jednotlivých sezonách
Zdroj:
Legenda: ZČ - základní část, červené podbarvení - sestup, zelené podbarvení - postup, fialové podbarvení - reorganizace, změna skupiny či soutěže
| Československo (1962 – 1993) |                        |           |                 |           |                               |
| Sezóna                       | Název v ročníku        | Úroveň    | Soutěž          | ZČ        | Play-off                      |
| 1962/63                      | Rudá hvězda Pardubice  | 1. úroveň | 1. liga         | 13. místo |                               |
| ...                          |                        |           |                 |           |                               |
| 1964/65                      | Rudá hvězda Pardubice  | 1. úroveň | 1. liga         | 11. místo |                               |
| ...                          |                        |           |                 |           |                               |
| 1966/67                      | Rudá hvězda Pardubice  | 1. úroveň | 1. liga         | 9. místo  |                               |
| 1967/68                      | Rudá hvězda Pardubice  | 1. úroveň | 1. liga         | 10. místo |                               |
| ...                          |                        |           |                 |           |                               |
| 1969/70                      | Rudá hvězda Pardubice  | 1. úroveň | 1. liga         | 4. místo  |                               |
| 1970/71                      | Rudá hvězda Pardubice  | 1. úroveň | 1. liga         | 7. místo  |                               |
| 1971/72                      | Rudá hvězda Pardubice  | 1. úroveň | 1. liga         | 9. místo  |                               |
| 1972/73                      | Rudá hvězda Pardubice  | 1. úroveň | 1. liga         | 7. místo  |                               |
| 1973/74                      | Rudá hvězda Pardubice  | 1. úroveň | 1. liga         | 2. místo  |                               |
| 1974/75                      | Rudá hvězda Pardubice  | 1. úroveň | 1. liga         | 5. místo  |                               |
| 1975/76                      | Rudá hvězda Pardubice  | 1. úroveň | 1. liga         | 9. místo  |                               |
| 1976/77                      | Rudá hvězda Pardubice  | 1. úroveň | 1. liga         | 11. místo |                               |
| ...                          |                        |           |                 |           |                               |
| 1978/79                      | Rudá hvězda Pardubice  | 1. úroveň | 1. liga         | 6. místo  |                               |
| 1979/80                      | Rudá hvězda Pardubice  | 1. úroveň | 1. liga         | 8. místo  |                               |
| 1980/81                      | Rudá hvězda Pardubice  | 1. úroveň | 1. liga         | 4. místo  |                               |
| 1981/82                      | Rudá hvězda Pardubice  | 1. úroveň | 1. liga         | 5. místo  |                               |
| 1982/83                      | Rudá hvězda Pardubice  | 1. úroveň | 1. liga         | 2. místo  |                               |
| 1983/84                      | Rudá hvězda Pardubice  | 1. úroveň | 1. liga         | 4. místo  | Vítěz                         |
| 1984/85                      | Rudá hvězda Pardubice  | 1. úroveň | 1. liga         | 3. místo  | Zápas o 3. místo (výhra)      |
| 1985/86                      | Rudá hvězda Pardubice  | 1. úroveň | 1. liga         | 4. místo  | Zápas o 3. místo (prohra)     |
| 1986/87                      | Rudá hvězda Pardubice  | 1. úroveň | 1. liga         | 10. místo |                               |
| 1987/88                      | Rudá hvězda Pardubice  | 1. úroveň | 1. liga         | 5. místo  |                               |
| 1988/89                      | Rudá hvězda Pardubice  | 1. úroveň | 1. liga         | 9. místo  |                               |
| 1989/90                      | Rudá hvězda Pardubice  | 1. úroveň | 1. liga         | 8. místo  |                               |
| 1990/91                      | SKP Pardubice          | 1. úroveň | 1. liga         | 6. místo  |                               |
| 1991/92                      | SKP Pardubice          | 1. úroveň | 1. liga         | 11. místo | Zápas o 9. místo (výhra)      |
| 1992/93                      | SKP Pardubice          | 1. úroveň | 1. liga         | 15. místo |                               |
| Česko (1993 – )              |                        |           |                 |           |                               |
| Sezóna                       | Název v ročníku        | Úroveň    | Soutěž          | ZČ        | Play-off                      |
| 1993                         | BHC SKP Pardubice      | 1. úroveň | 1. liga (ČR)    | 6. místo  |                               |
| 1993/94                      | BHC SKP Pardubice      | 1. úroveň | 1. liga         | 4. místo  | Zápas o 3. místo (prohra)     |
| 1994/95                      | BHC SKP Pardubice      | 1. úroveň | 1. liga         | 6. místo  | Zápas o 5. místo (prohra)     |
| 1995/96                      | BHC SKP Pardubice      | 1. úroveň | 1. liga         | 7. místo  | Zápas o 7. místo (nerozhodně) |
| 1996/97                      | BHC SKP Pardubice      | 1. úroveň | 1. liga         | 5. místo  | Zápas o 5. místo (nerozhodně) |
| 1997/98                      | BK Pardubice           | 1. úroveň | 1. liga         | 11. místo |                               |
| 1998/99                      | Ostacolor BK Pardubice | 1. úroveň | Mattoni NBL     | 10. místo | Skupina o udržení (3. místo)  |
| 1999/00                      | Ostacolor BK Pardubice | 1. úroveň | Mattoni NBL     | 10. místo | Skupina o udržení (2. místo)  |
| 2000/01                      | Ostacolor BK Pardubice | 1. úroveň | Mattoni NBL     | 11. místo | Skupina o udržení (3. místo)  |
| 2001/02                      | Ostacolor BK Pardubice | 1. úroveň | Mattoni NBL     | 11. místo |                               |
| 2002/03                      | Ostacolor BK Pardubice | 1. úroveň | Mattoni NBL     | 11. místo |                               |
| 2003/04                      | BK Synthesia Pardubice | 1. úroveň | Mattoni NBL     | 10. místo |                               |
| 2004/05                      | BK Synthesia Pardubice | 1. úroveň | Mattoni NBL     | 11. místo |                               |
| 2005/06                      | BK Synthesia Pardubice | 1. úroveň | Mattoni NBL     | 6. místo  | Čtvrtfinále                   |
| 2006/07                      | BK Synthesia Pardubice | 1. úroveň | Mattoni NBL     | 6. místo  | Čtvrtfinále                   |
| 2007/08                      | BK Synthesia Pardubice | 1. úroveň | Mattoni NBL     | 5. místo  | Semifinále                    |
| 2008/09                      | BK Synthesia Pardubice | 1. úroveň | Mattoni NBL     | 9. místo  |                               |
| 2009/10                      | BK Synthesia Pardubice | 1. úroveň | Mattoni NBL     | 4. místo  | Semifinále                    |
| 2010/11                      | BK JIP Pardubice       | 1. úroveň | Mattoni NBL     | 3. místo  | Semifinále                    |
| 2011/12                      | BK JIP Pardubice       | 1. úroveň | Mattoni NBL     | 4. místo  | Čtvrtfinále                   |
| 2012/13                      | BK JIP Pardubice       | 1. úroveň | Mattoni NBL     | 3. místo  | Semifinále                    |
| 2013/14                      | BK JIP Pardubice       | 1. úroveň | Mattoni NBL     | 4. místo  | Čtvrtfinále                   |
| 2014/15                      | BK JIP Pardubice       | 1. úroveň | Kooperativa NBL | 4. místo  | Čtvrtfinále                   |
| 2015/16                      | BK JIP Pardubice       | 1. úroveň | Kooperativa NBL | 5. místo  | Zápas o 3. místo (výhra)      |
| 2016/17                      | BK JIP Pardubice       | 1. úroveň | Kooperativa NBL | 2. místo  | Zápas o 3. místo (výhra)      |
| 2017/18                      | BK JIP Pardubice       | 1. úroveň | Kooperativa NBL | 2. místo  | Zápas o 3. místo (výhra)      |
| 2018/19                      | BK JIP Pardubice       | 1. úroveň | Kooperativa NBL | 5. místo  | Čtvrtfinále                   |
| 2019/20                      | BK JIP Pardubice       | 1. úroveň | Kooperativa NBL |           |                               |
| 2020/21                      | BK JIP Pardubice       | 1. úroveň | Kooperativa NBL | 6. místo  | Čtvrtfinále                   |

## Účast v mezinárodních pohárech
Zdroj:
| Výkonnostní úrovně |
| mezikontinentální úroveň – Interkontinentální pohár                                                                                                  |
| 1. výkonnostní úroveň – Pohár mistrů evropských zemí, FIBA SuproLeague, Euroliga                                                                     |
| 2. výkonnostní úroveň – Pohár vítězů pohárů, Saportův pohár, ULEB Eurocup                                                                            |
| 3. výkonnostní úroveň – Koračův pohár, FIBA EuroCup Challenge (2002–2003), FIBA EuroChallenge, FIBA Europe Cup (2015–2016), Basketbalová liga mistrů |
| 4. výkonnostní úroveň – FIBA EuroCup Challenge (od r. 2003), FIBA Europe Cup (od r. 2016)                                                            |

Legenda: EL - Euroliga, PMEZ - Pohár mistrů evropských zemí, IP - Interkontinentální pohár, FSL - FIBA SuproLeague, UEC - ULEB Eurocup, BLM - Basketbalová liga mistrů, FEC - FIBA Europe Cup, PVP - Pohár vítězů pohárů, SP - Saportův pohár, KP - Koračův pohár, FECH - FIBA EuroChallenge, FECCH - FIBA EuroCup Challenge
- PVP 1983/84 – Čtvrtfinále, sk. B (4. místo)
- PMEZ 1984/85 – 1. kolo
- SP 1994/95 – 1. kolo
- FECH 2011/12 – Osmifinálová skupina K (4. místo)
- FEC 2016/17 – Šestnáctifinálová skupina O (4. místo)
- FEC 2017/18 – 2. předkolo
- BLM 2018/19 – 3. předkolo
- FEC 2018/19 – Základní skupina D (4. místo)